# چشکووک
چشکووک (به لهستانی:  Czyszkówek) یک روستا در لهستان است که در گمینا گاروولین واقع شده‌است.